# Suché skály

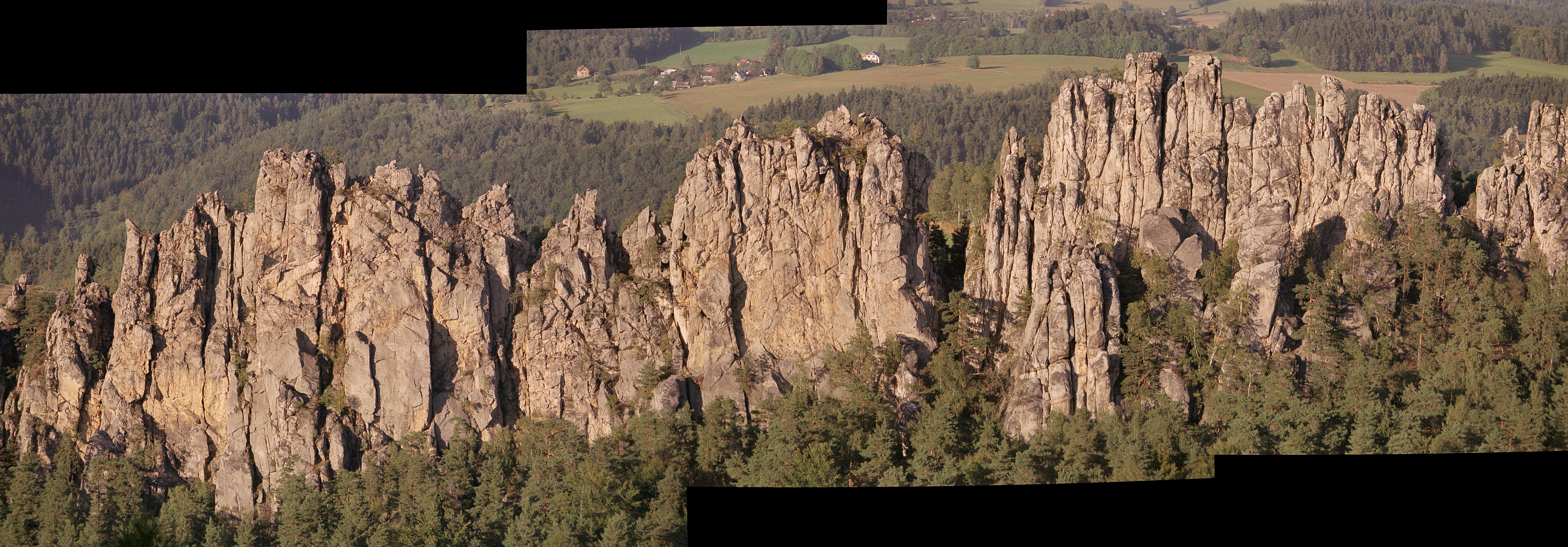
Uitzicht op de Suché skály vanaf de rots uitkijktoren Sokol.

Suché skály (Droge rotsen) is de naam van een rotsformatie in het Boheems Paradijs in Tsjechië. De Suché skály liggen ten oosten van Malá Skála.
De rotsformatie bestaat uit zandsteen en wordt vaak met de Dolomieten vergeleken. De Suché skály zijn een Tsjechisch natuurmonument.